# Комиш-Бурун (мис)
45°14′ пн. ш. 36°25′ сх. д. / 45.233° пн. ш. 36.417° сх. д.
Коми́ш-Буру́н, також Ками́ш-Буру́н (крим. Qamış Burun) — мис на крайньому сході Керченського півострова на території Керченського району (АР Крим), на березі Керченської протоки Азовського моря. 
Мис являє собою скелясте вапнякове урвище заввишки 12 м. На північ берегова лінія мису переходить у Комиш-Бурунський косу, а також на північний захід розташовані гідротехнічні споруди сточища Чурбаського озера для регуляції водного режиму. Південніше розташований пляж.
Берегова лінія полога. На півдні мису розташоване городище Німфей — античне грецьке місто, відоме з VI століття до н. е.; опорний геодезичний пункт (висотою 24,4 м — максимальна точка місцевості) та, на захід від городища — маяк Нижній Бурунський. Поряд з мисом поклади залізної руди, сировинна база Комиш-Бурунського залізорудного комбінату.
Біля мису розташований мікрорайон Керчі Аршинцеве.